# La Femme qui faillit être lynchée
Pour plus de détails, voir Fiche technique et Distribution.
La Femme qui faillit être lynchée (The Woman They Almost Lynched) est un film américain réalisé par Allan Dwan et sorti en 1953.

## Synopsis
Durant la Guerre de Sécession, la ville de Border City, divisée par la frontière entre États unionistes et États confédérés, maintient une stricte neutralité grâce à une propriétaire richissime qui contrôle les mines de plomb de toute la région. La cité est dirigée d'une main de fer et les coupables sont rapidement menés à la potence. Une jeune femme, Sally Maris, arrive dans la cité afin de reprendre le « saloon » de son frère, abattu par un soldat sudiste. Ce qui provoque la colère du clan Quantrill et notamment celle de Kate, ex-chanteuse, vêtue en pantalon et maniant avec adresse le pistolet.

## Fiche technique
- Titre original : The Woman They Almost Lynched
- Réalisation : Allan Dwan
- Scénario : Steve Fisher, d'après un sujet de Michael Fessier
- Photographie : Reggie Lanning
- Format : Noir et blanc, 1,37:1
- Costumes : Adele Palmer
- Musique : Stanley Wilson
- Chansons, How Strange, de Victor Young, Peggy Lee, All My Life, de Sidney Mitchell, Sam Stept
- Son : Earl Crain Sr., Howard Wilson - mono, RCA Sound System
- Montage : Fred Allen
- Production : Republic Pictures
- Durée : 90 minutes
- Dates de sortie : 
  - États-Unis: 20 mars 1953
  - Suède: 29 mars 1954
  - Finlande: 16 juillet 1954
  - France: 30 juillet 1954
  - Allemagne de l'Ouest: 3 juin 1955
  - Autriche: octobre 1955
  - Danemark: 20 mai 1957

## Distribution
- John Lund : Lance Horton
- Brian Donlevy : Charles Quantrill
- Audrey Totter : Kate McCoy Quantrill
- Joan Leslie : Sally Maris
- Ben Cooper : Jesse James
- James Brown : Frank James
- Nina Varela : Delilah Courtney
- Jim Davis : Cole Younger
- Nacho Galindo : John Pablo
- Hal Baylor : Zed
- Richard Simmons (non crédité) : un capitaine de l'armée